# Flashback (Darin)
Flashback è il quarto album in studio del cantautore svedese Darin, pubblicato nel 2008.

## Tracce
1. Breathing Your Love (featuring Kat Deluna) - 3:53
2. Seasons Fly - 3:02
3. Road Trip - 4:45
4. Dance - 3:33
5. Karma (featuring David Jassy) - 3:57
6. Flashback - 3:56
7. Strobelight - 3:48
8. Girl Next Door - 3:11
9. Runaway - 3:02
10. Paradise - 3:59
11. See U At The Club - 3:43
12. What If (Bonus Track) - 3:34

## Classifiche
| Classifica | Posizione |
| ---------- | --------- |
| Svezia     | 10        |